# Гостынский уезд
Гостынский уезд — административная единица в составе Варшавской губернии Российской империи, существовавшая c 1837 года по 1919 год. Административный центр — город Гостынин.

## История
Уезд образован в 1837 году в составе Мазовецкой губернии. С 1844 года — в Варшавской губернии. В 1919 году преобразован в Гостынинский повят Варшавского воеводства Польши.

## Население
По переписи 1897 года население уезда составляло 81 335 человек, в том числе в городе Гостынин — 6747 жит., в безуездном городе Гомбин — 5137 жит.

### Национальный состав
Национальный состав по переписи 1897 года:
- поляки — 63 431 чел. (78,0 %),
- немцы — 10 847 чел. (13,3 %),
- евреи — 5678 чел. (7,0 %),
- русские — 1064 чел. (1,3 %),

## Административное деление
В 1913 году в состав уезда входило 12 гмин:
| - Добржиков — с. Добржиков, - Душинов — с. Сочевка, - Кернозя — пос. Кернозя, - Лонц — с. Радзиве, - Люцень — с. Роюжевск, - Пацына — с. Пацына, | - Ратае — д. Бельно, - Санники — сел. Санники, - Скржаны — с. Серакувек, - Слубице — с. Слубице, - Чермно — д. Юлишев, - Щавин-Косцельный — с. Щавин Косцельный, |